# Spartakus (film 2004)
Spartakus (ang. Spartacus) – amerykański film telewizyjny z 2004 roku. Adaptacja powieści Howarda Fasta. Film jest biografią Spartakusa, przywódcy największego starożytnego powstania niewolników.

## Treść
Akcja toczy się w starożytnym Rzymie w latach siedemdziesiątych przed naszą erą. Młody niewolnik, imieniem Spartakus trafia do szkoły gladiatorów, gdzie trenuje sztuki walki, by w przyszłości występować na arenie. Udaje mu się namówić towarzyszy do buntu przeciwko władzom. Dowodzeni przez niego niewolnicy osiągają początkowo sukcesy, zajmują okoliczne miasta i zagrażają samemu Rzymowi ...

## Obsada
- James Frain - David
- Alan Bates - Lentulas Agrippa
- Goran Višnjić - Spartacus
- Chris Jarman - Nordo
- Ben Cross – Glabrus
- George Calil - Pompejusz
- Stuart Bunce - Cornelius
- Assen Blatechki - Polymus
- Rhona Mitra - Varinia
- Ian McNeice - Batiatus
- Hristo Shopov - Maecenus
- Paul Kynman - Crixus
- Ross Kemp - Cinna
- Angus Macfadyen - Marcus Crassus